# Versorgungsheimbahn Lainz
| Versorgungsheimbahn Lainz Feldbahn des Geriatriezentrums Am Wienerwald | Versorgungsheimbahn Lainz Feldbahn des Geriatriezentrums Am Wienerwald |
| ---------------------------------------------------------------------- | ---------------------------------------------------------------------- |
| Akkulokomotive der ersten Generation als Denkmal                       |                                                                        |
| Gleisplan der Feldbahn                                                 |                                                                        |
| Spurweite:                                                             | 500 mm (Schmalspur)                                                    |
|                                                                        |                                                                        |

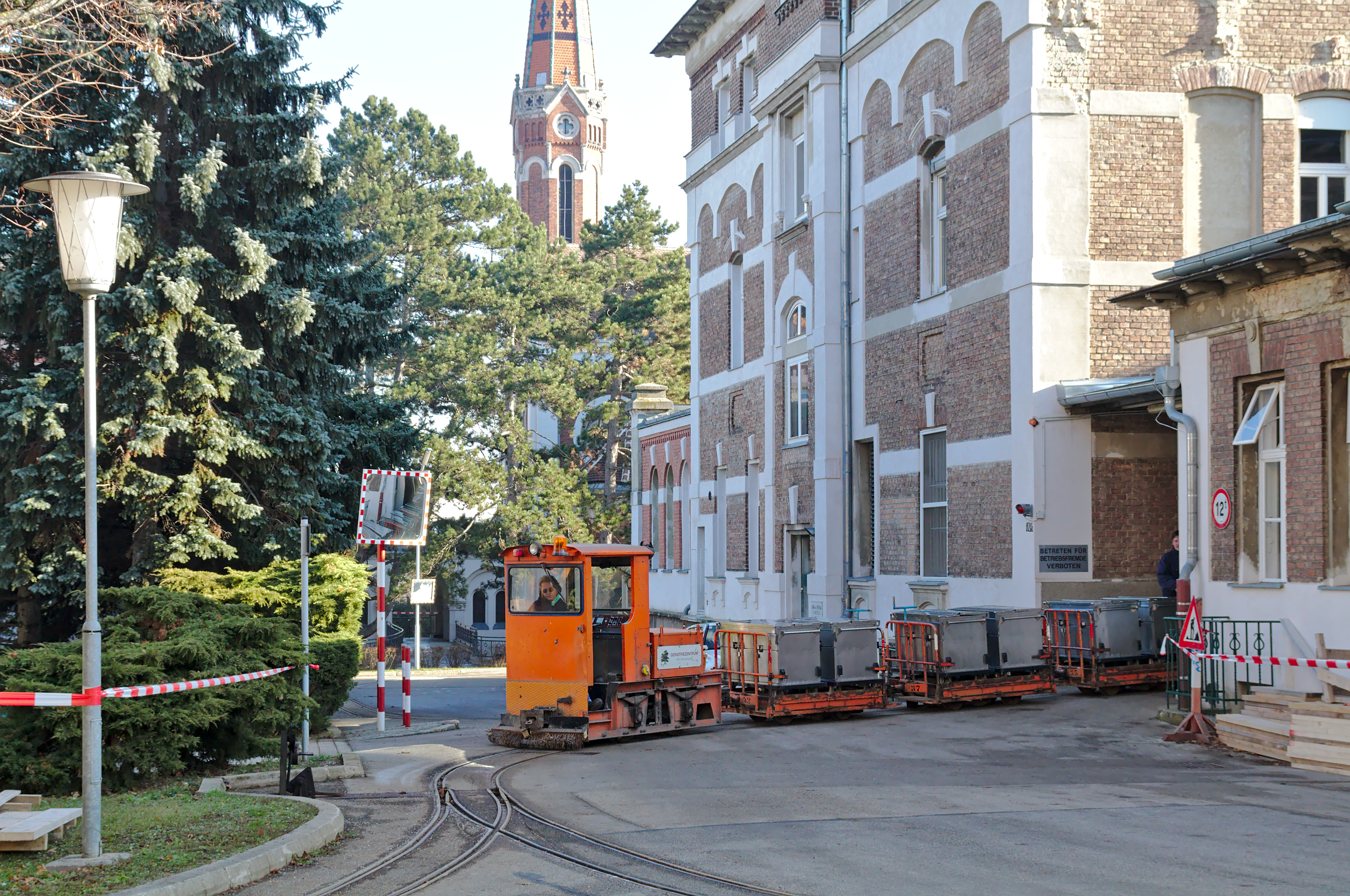
Ein Zug mit Speisecontainerwaggons fährt am letzten Betriebstag aus der Ladehalle der Küche aus.

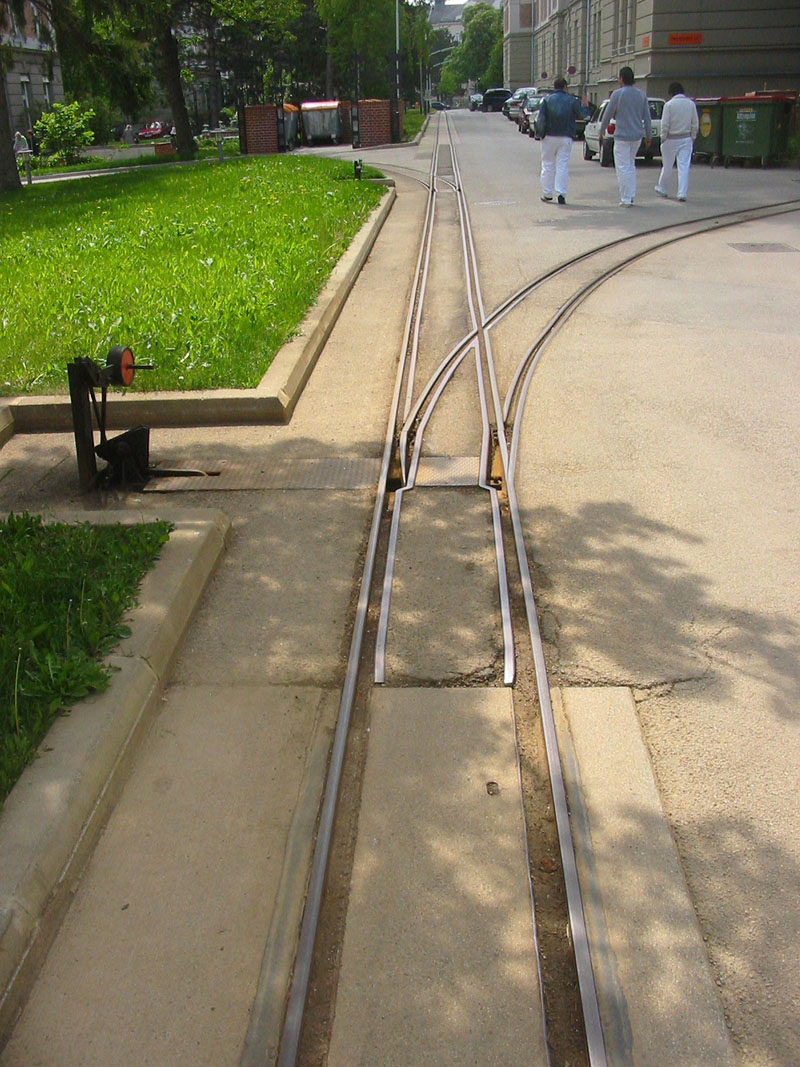
Abzweigweiche zu einem der Pavillons

Die Versorgungsheimbahn Lainz, auch als Feldbahn des Geriatriezentrums Am Wienerwald bekannt, wurde 1904 im damaligen Versorgungsheim bzw. Altersheim Lainz der Stadt Wien im 13. Wiener Gemeindebezirk, Hietzing, errichtet und Ende 2011 als älteste in Gebrauch stehende Feldbahn Österreichs eingestellt.

## Geschichte
Für die Versorgung des Altenpflegeheimes Versorgungsheim Lainz mit Wäsche, Essen und Brennmaterial entschied sich die Wiener Stadtverwaltung für eine händisch betriebene Feldbahn. Mit der Ausführung beauftragte sie 1904 die Firma Lehmann & Leyer in Wien-Breitensee. Die Strecke von 4000 m mit einer Spurweite von 500 mm, mit einem Unterbau aus Stahlschwellen und Vignolschienen, wurde in drei Monaten fertiggestellt. An den Kreuzungspunkten der Gleise sowie den Abzweigungen zu den Pavillons befanden sich insgesamt 61 Drehscheiben aus gusseisernen Gehäusen und Wendeplatten.
1918 entstand beim benachbarten Krankenhaus eine gleichartige Bahn, auf der von Anfang an Lokomotiven verkehrten und zu der ein Verbindungsgleis bestand. 1925 erhielt die Baufirma Langfelder & Sohn den Auftrag, alle Drehscheiben durch Weichen zu ersetzen und bei den Kreuzungen mit dem Anschlussgleis der Straßenbahn Rillenschienen zu verlegen. Weiters kaufte man vier Akku-Lokomotiven bei der Firma AEG-Union, die mehrmals modifiziert und nach einer Modernisierung der Bahn in den 1980er-Jahren abgestellt wurden. Die Feldbahn ergänzte man zudem mit 42 neuen Speisetransportern (Waggons). Diese hatten auf einer Seite eine Handspindelbremse, die auf beide Achsen wirkte. Eine ähnlich angelegte, allerdings elektrisch betriebene Bahn befand sich im Krankenhaus am Steinhof. Nach Einstellung der Krankenhausbahn kamen einige ihrer Fahrzeuge zur Versorgungsheimbahn.
1966 wurde die Diesellokomotive JW 15, Fabriksnummer 1430/1966, der Jenbacher Werke beschafft. Sie diente der Schneeräumung, als Ersatzlokomotive und für Arbeitsfahrten. Versuche in den 1970ern, die Bahn durch Straßenfahrzeuge zu ersetzen, erwiesen sich als ineffizient, sodass die Bahn weiter betrieben und in den 1980er Jahren modernisiert wurde, unter anderem durch die Beschaffung neuer Akkulokomotiven. Mit der Reduzierung der Altenpflegeleistungen auf dem Gelände sank jedoch der Bedarf an internen Transporten. Zu Ende ihres Betriebs übernahm die Bahn lediglich die Aufgabe des Essenstransports, der täglich zwei- oder dreimal stattfand.
Der Betrieb der Bahn wurde am 27. November 2011 eingestellt. Da die Gleisanlagen teilweise unter Denkmalschutz stehen, blieben sie erhalten, die Weichenzungen und Schächte der Antriebsgestänge wurden jedoch mit Beton verfüllt. Der Lokschuppen sollte abgerissen werden, ist aber bis auf weiteres erhalten geblieben. Eine Akkulokomotive und eine JW-Lokomotive werden vom Technischen Museum Wien aufbewahrt. Mehrere Lokomotiven und Wagen blieben auch andernort museal erhalten.

## Fahrzeuge
| Nr.               | Baujahr         | Achsfolge       | Hersteller      | Fabriknr.       | Leistung        | Gewicht         | Bemerkungen |                 |                 |                 |
| Akkulokomotiven   | Akkulokomotiven | Akkulokomotiven | Akkulokomotiven | Akkulokomotiven | Akkulokomotiven | Akkulokomotiven | Akkulokomotiven | Akkulokomotiven | Akkulokomotiven | Akkulokomotiven |
| ----------------- | --------------- | --------------- | --------------- | --------------- | --------------- | --------------- | --- | --------------- | --------------- | --------------- |
| 1'                | 1925            | Bo-a            | AEG             | 169             | 8 PS            | 3,5 t           | Erstbesetzung; ab 1994 Denkmal beim Haupteingang Versorgungsheimplatz, ab 2014 Denkmal Geriatriezentrum Baumgarten |                 |                 |                 |
| 1"                | 1958            | Bo-a            | AEG             | 358             | 10 PS           |                 | Zweitbesetzung; ex. Feldbahn Krankenhaus Lainz                                                                     |                 |                 |                 |
| 2                 | 1925            | Bo-a            | AEG             | 170             | 8 PS            | 3,5 t           | Seit 1995 beim Feld- und Industriebahnmuseum Freiland, Niederösterreich                                            |                 |                 |                 |
| 3                 | 1925            | Bo-a            | AEG             | 171             | 8 PS            | 3,5 t           | 1983 verschrottet                                                                                                  |                 |                 |                 |
| 4                 | 1925            | Bo-a            | AEG             | 172             | 8 PS            | 3,5 t           | 1994 an das Montan- und Werksbahnmuseum in Graz                                                                    |                 |                 |                 |
| 5                 | 1981            | Bo-a            | Struppe         | 1181            | 8 kW            | 3,2 t           | 1998 auf elektronische Steuerung umgebaut                                                                          |                 |                 |                 |
| 6 „Angelika“      | 1983            | Bo-a            | Struppe         | 1913            | 8 kW            | 3,2 t           | 1998 auf elektronische Steuerung umgebaut                                                                          |                 |                 |                 |
| 7                 | 1993            | Bo-a            | Struppe         | 1992            | 10 kW           | 3,2 t           | 1999 auf elektronische Steuerung umgebaut, Technisches Museum Wien                                                 |                 |                 |                 |
| Diesellokomotiven |                 |                 |                 |                 |                 |                 | |                 |                 |                 |
| I                 | 1966            | B-dm            | JW              | 1430            | 15 PS           | 3,2 t           | Diente als Reservelok und zur Schneeräumung, Denkmal bei Deponie Rautenweg                                         |                 |                 |                 |
| II                | 1951            | B-dm            | JW              | 1076            | 15 PS           | 3,2 t           | ex. Feldbahn Krankenhaus Lainz, diente als Reservelok und zur Schneeräumung. Technisches Museum Wien.              |                 |                 |                 |
| III               | 1952            | B-dm            | JW              | 1101            | 15 PS           | 3,2 t           | ex. Feldbahn Krankenhaus Lainz, Ersatzteilspender                                                                  |                 |                 |                 |

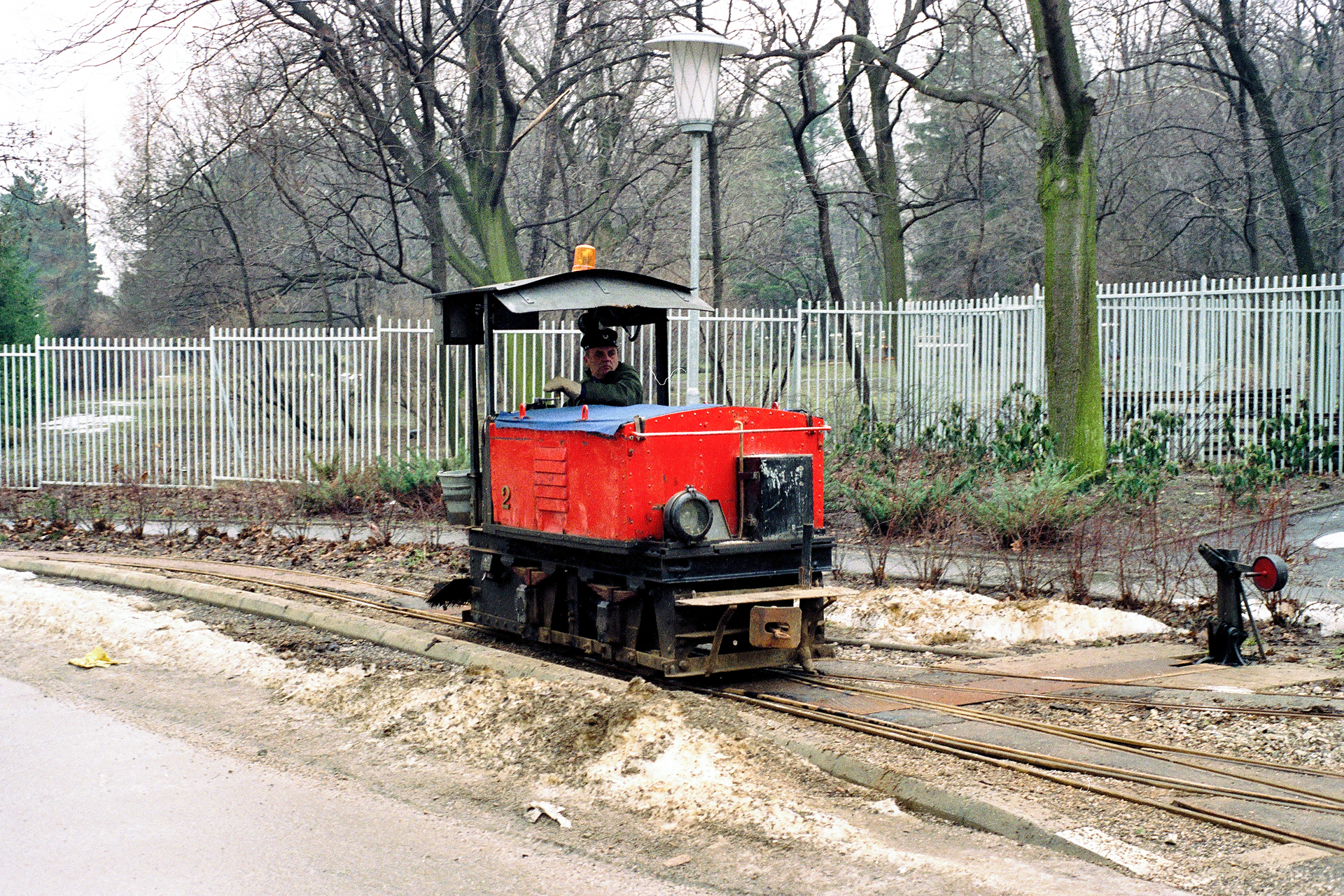
Lok 2 (AEG 170/1925)
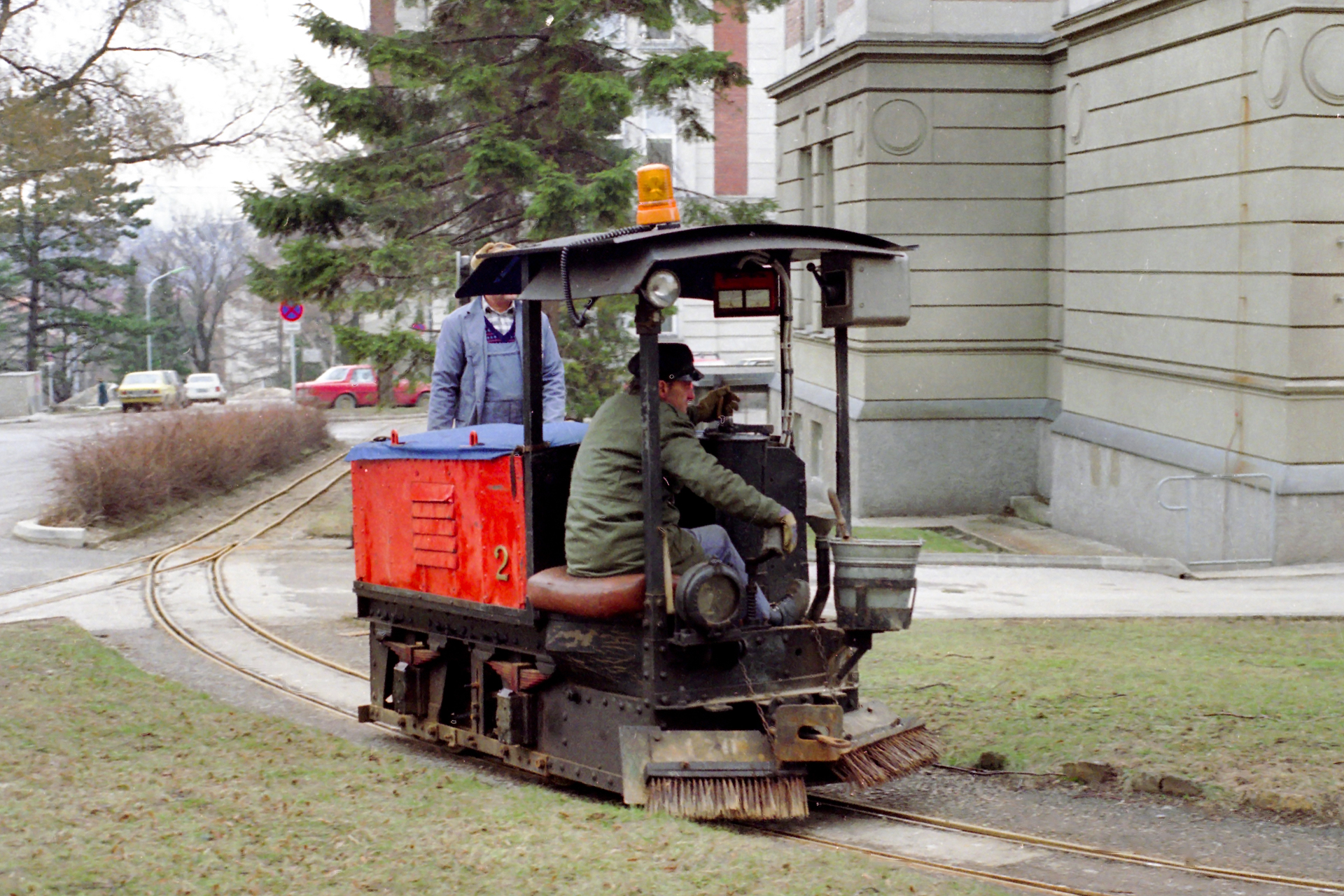
Lok 2 (AEG 170/1925)
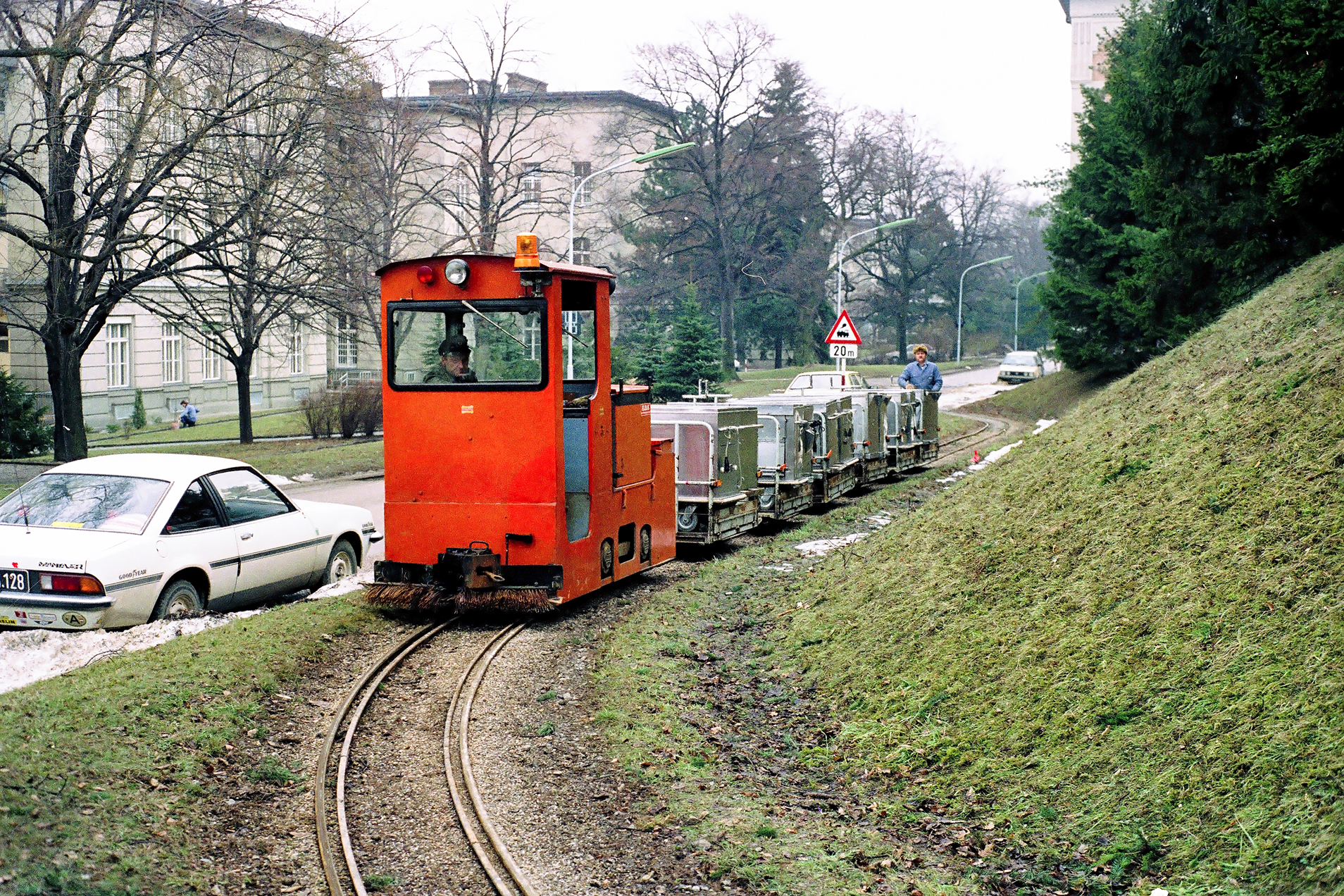
Lok 5 (Struppe 1181/1981)
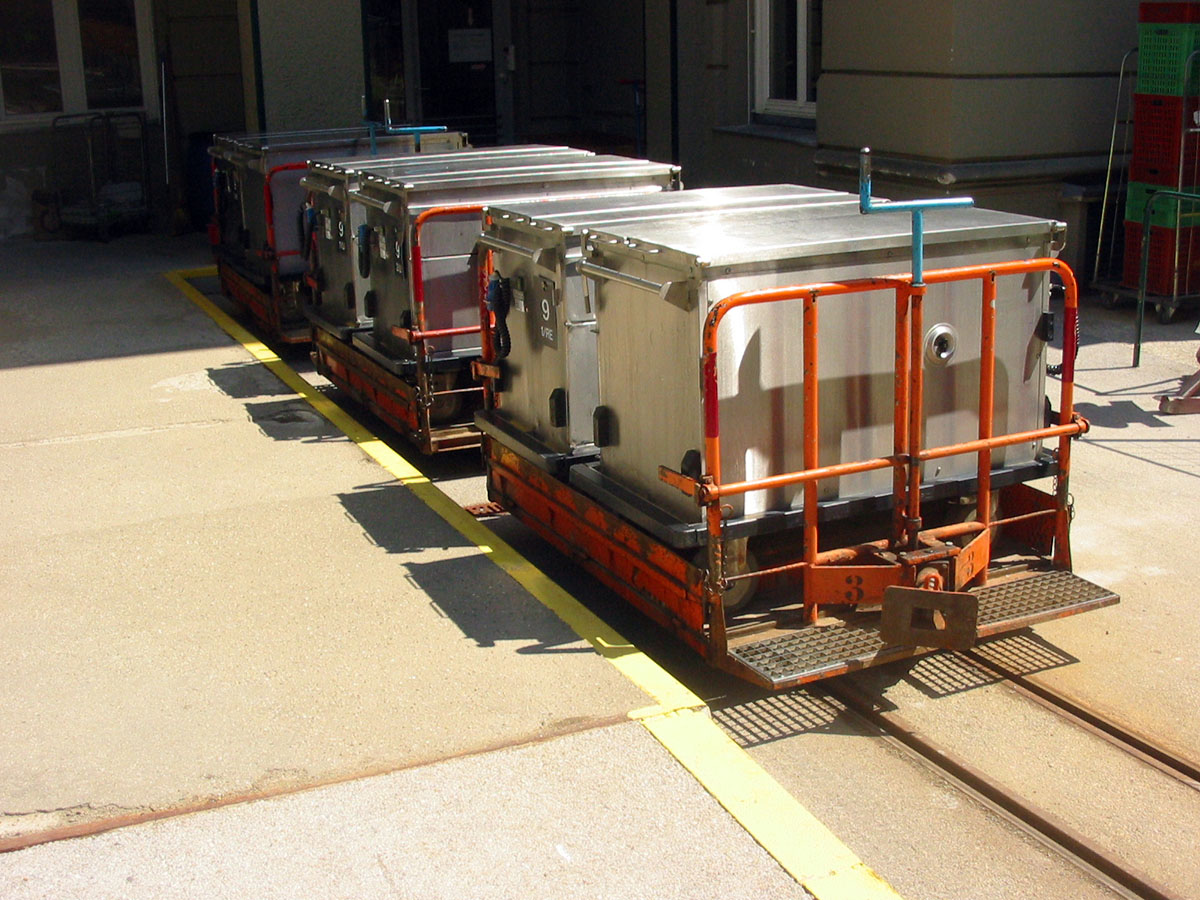
Wagen mit Transportkisten für Essen
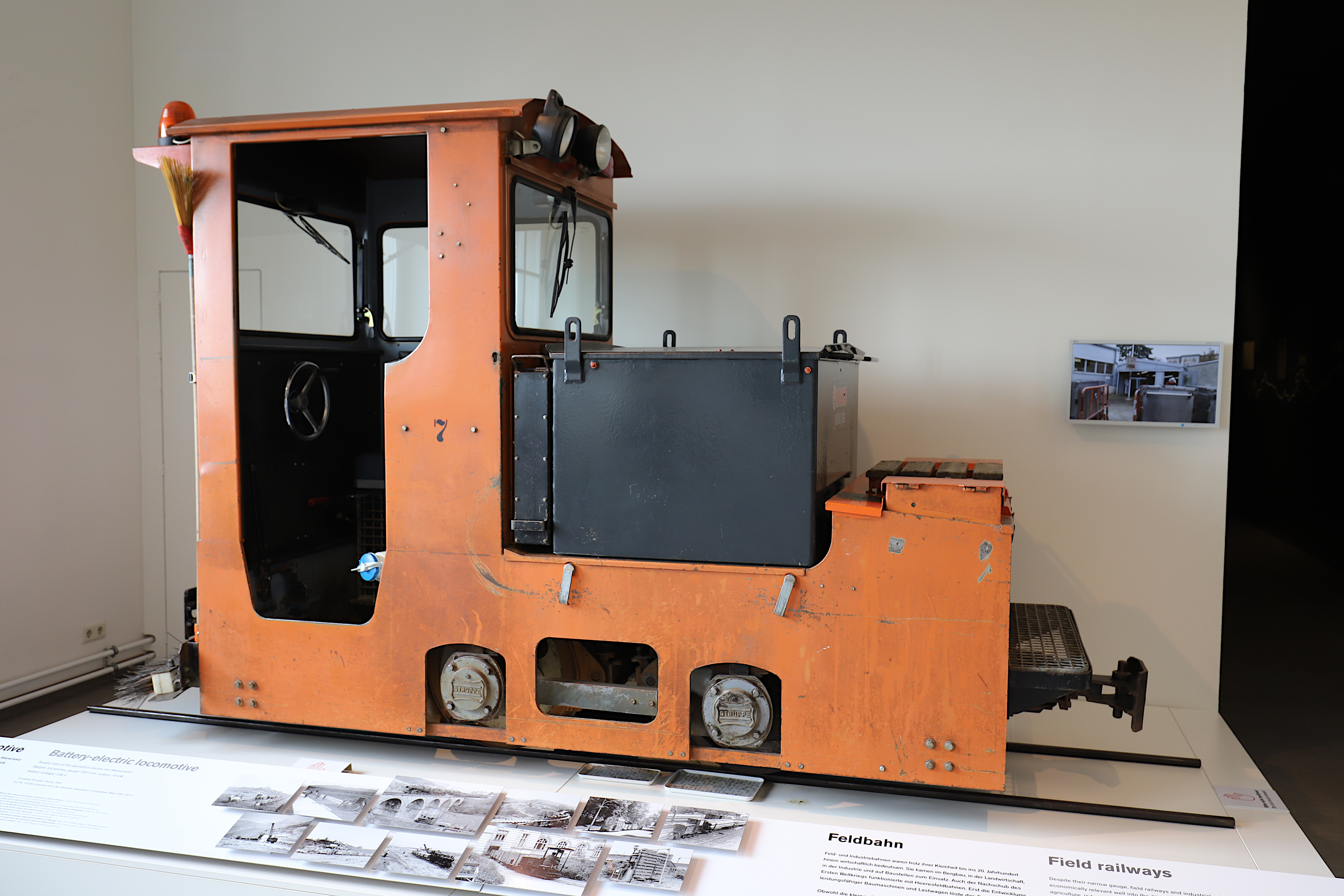
Lok 7 im Technischen Museum Wien
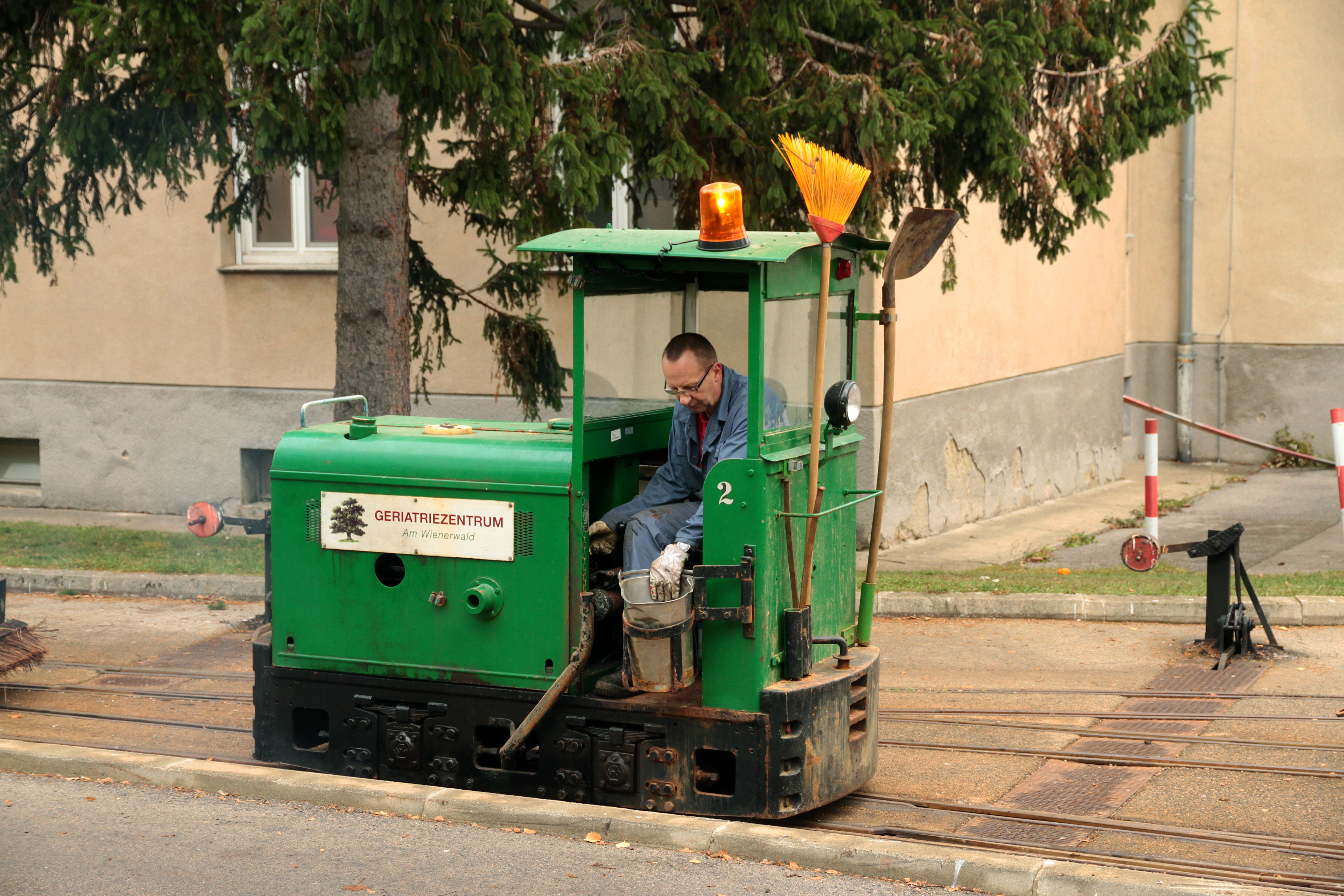
Diesellok 2 (Jenbacher JW 15) an der Abzweigung zur Remise (2011)

## Ausstellungen
- 2004: 100 Jahre Feldbahnen in Krankenanstalten – 100 Jahre Feldbahn im Versorgungsheim Lainz, Ausstellung im Feld- und Industriebahnmuseum Freiland bei Türnitz[6]
- 2009: Wir warten auf Angelika, Ausstellung im Magistratischen Bezirksamt Hietzing[7][8]